# Quemchi
Quemchi ist eine Gemeinde (Comuna) im Süden von Chile auf der Insel Chiloé in der Región de los Lagos. Es ist der Geburtsort des chilenischen Schriftstellers Francisco Coloane, außerdem steht in Quemchi eine Kirche, die von der UNESCO zum Weltkulturerbe erklärt wurde.

## Lage und Größe
Die Gemeinde Quemchi liegt an der Nordostküste der Insel Chiloé und bedeckt eine Fläche von 440,3 km². Die Entfernung nach Castro, der Hauptstadt der Provinz Chiloé, beträgt 67 km. Zur Gemeinde gehört die vorgelagerte Insel Caucahué sowie die Inselgruppe Islas Chauques, die aus Mechuque (15 km²), Añihué, Voigue, Cheñiao, Butachauques, Tac und Aulín besteht.
Die Gemeinde Quemchi wird von der gleichnamigen Stadt sowie folgenden Dörfern gebildet:
- Lliuco
- Huite
- Quemchi
- Aucar
- Montemar
- Choen
- Colo
- Quicaví.

## Bevölkerung
Die Volkszählung von 2002 ergab für die Gemeinde eine Einwohnerzahl 8 689 Einwohnern, von denen 1 665 (19,2 %) in der Stadt Quemchi und 7 024 (80,8 %) in den zur Gemeinde gehörenden Dörfern wohnten. Von 1992 bis 2002 stieg die Einwohnerzahl um 6,1 % (501 Menschen).

## Geschichte

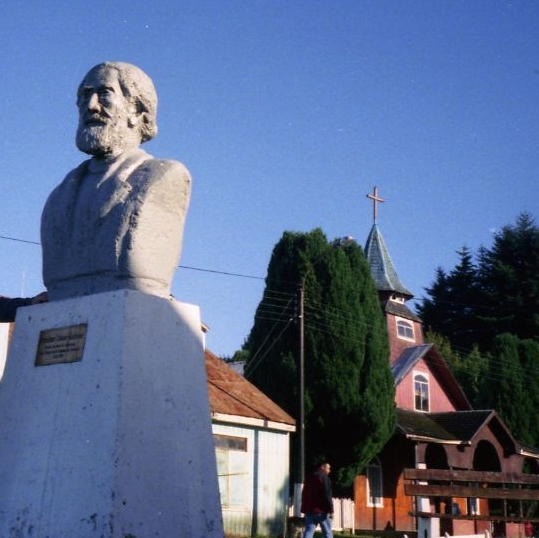
Denkmal für Francisco Coloane im Quemchi

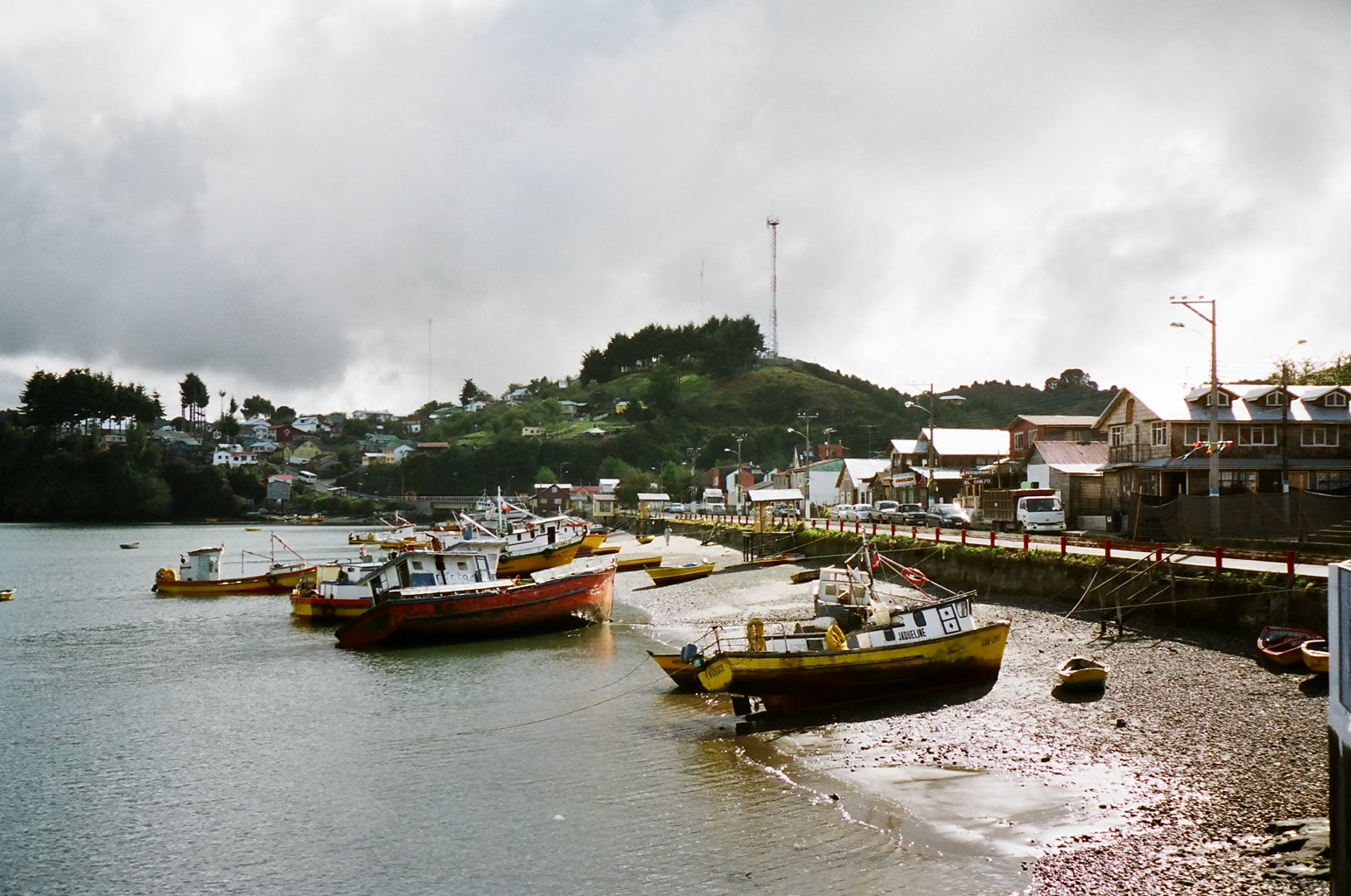
Hafen von Quemchi

Der Ortsname Quemchi wurde erstmals 1810 urkundlich erwähnt, als Gründungsjahr der Stadt gilt jedoch das Jahr 1882. 1810 bestand der Ort aus nur vier Häusern, von denen eines einer Familie mit Namen Coloane – den Vorfahren des 1910 hier geborenen Schriftstellers – gehörte. 1875 wurde die erste Kirche in Quemchi gebaut. Sie fiel 1934 zusammen mit 40 weiteren Gebäuden einem Großbrand zum Opfer und wurde in den 1940er Jahren neu gebaut. Bei dem Erdbeben von 1960 wurden die am Meer stehenden Pfahlbauten zerstört.
Der chilenische Schriftsteller Francisco Coloane, der Quemchi „Gemeinde der tausend Landschaften“ nannte, wurde 1910 in Huite geboren und besuchte hier die Schule.
Während anfangs Forstwirtschaft, Holzverarbeitung und die Verschiffung des in der Umgebung der Stadt geschlagenen Holzes die wirtschaftliche Grundlage Quemchis bildeten, hat seit den 1990er Jahren mit der Besserung der Gesamtwirtschaft Chiles der Fremdenverkehr in Quemchi und Umgebung stark an Bedeutung zugenommen. Mit der Asphaltierung der wichtigsten Zufahrtsstraße nach Quemchi im Jahr 2000 wurden die Verkehrsverbindungen und die Wirtschaftslage der Gemeinde erheblich verbessert.

## Bauwerke
Die Kirche Iglesia de San Antonio in der Ortschaft Colo ist eine der 16 Holzkirchen auf Chiloé, die von der UNESCO zum Weltkulturerbe erklärt wurden. Sie wurde gegen Ende des 19. Jahrhunderts erbaut und 1996 sowie 2005 restauriert. Die Kirche, die hauptsächlich aus dem Holz der Coihue-Südbuche und der Zypresse auf einem steinernen Sockel erbaut wurde, ist eine der kleinsten Kirchen der Insel Chiloé. Ihr Turm hat eine Höhe von 16,50 m, während das Kirchenschiff 23 m lang ist. Im Innern der Kirche sind u. a. zwei Gemälde beachtenswert, die Maria bzw. den Namenspatron der Kirche, Antonius von Padua, darstellen. Am 10. August wurde die Kirche zum Nationalen Kulturgut erklärt.
Das Museum der Stadt ist der Stadtgeschichte sowie dem Leben und Werk Francisco Coloanes gewidmet. Das Mausoleum seiner Familie auf dem alten Friedhof im Stadtkern ist eine viel besuchte Sehenswürdigkeit, ebenso die Uferstraße Calle Centenario.

## Umgebung
An der Bucht von Quemchi liegt 4 km südlich der Stadt das Dorf Aucar mit der vorgelagerten Isla Aucar, die über eine fast 600 m lange hölzerne Brücke zu erreichen ist und die vollständig von einem Friedhof mit dazugehöriger Kapelle eingenommen wird. Francisco Coloane nannte die Insel „Insel der seefahrenden Seelen“.
Die Insel Caucahué wird wegen ihrer Seelöwenkolonie und ihrer zu Beginn des 20. Jahrhunderts erbauten Kirche besucht. Auf der Insel Mechuque mit ihren 1090 Einwohnern (2002), der mit einer Fläche von 15 km² größten Insel der Gruppe Islas Chauques, leben viele Menschen in Häusern auf Pfählen, und auch die 2004 zum Nationalen Kulturgut ernannte Schule ist in einem Pfahlbau untergebracht.
Für die Gemeinde Quemchi hat der Fremdenverkehr als Wirtschaftsfaktor seit den 1990er Jahren erheblich an Bedeutung gewonnen. Das Dorf Lliuco, 14 km nördlich der Stadt Quemchi, ist wegen seines feindsandigen Badestrandes – eines der längsten Strände Chiloés – bekannt, der vielfältige Möglichkeiten für Wassersport bietet. Auch die Laguna Popetán, an der das Dorf Montemar (8 km) liegt, wird wegen Wassersports viel besucht.

## Persönlichkeiten
- Francisco Coloane (1910–2002), Schriftsteller